# Caesars Palace
Il Caesars Palace è un hotel casinò situato sulla Las Vegas Strip (per la precisione al 3570 Las Vegas Blvd South), una delle zone più importanti della città di Las Vegas, in Nevada.
Il Caesars Palace è proprietà di Caesars Entertainment Corporation, una delle più importanti catene di hotel casinò del mondo; l'edificio sorge tra altri due famosissimi casinò, il Bellagio e il The Mirage, che però sono di una compagnia concorrente, la MGM Resorts International.
Il Caesars è dotato di 3.349 stanze divise in 5 torri: Augustus, Centurion, Forum, Palace, e Roman. La torre Forum è dotata di suite che arrivano a 1.000 piedi quadri (circa 92,9 m²).
È stato utilizzato insieme a tutta Las Vegas come set per la celebre trilogia di Una notte da leoni. 

## Storia

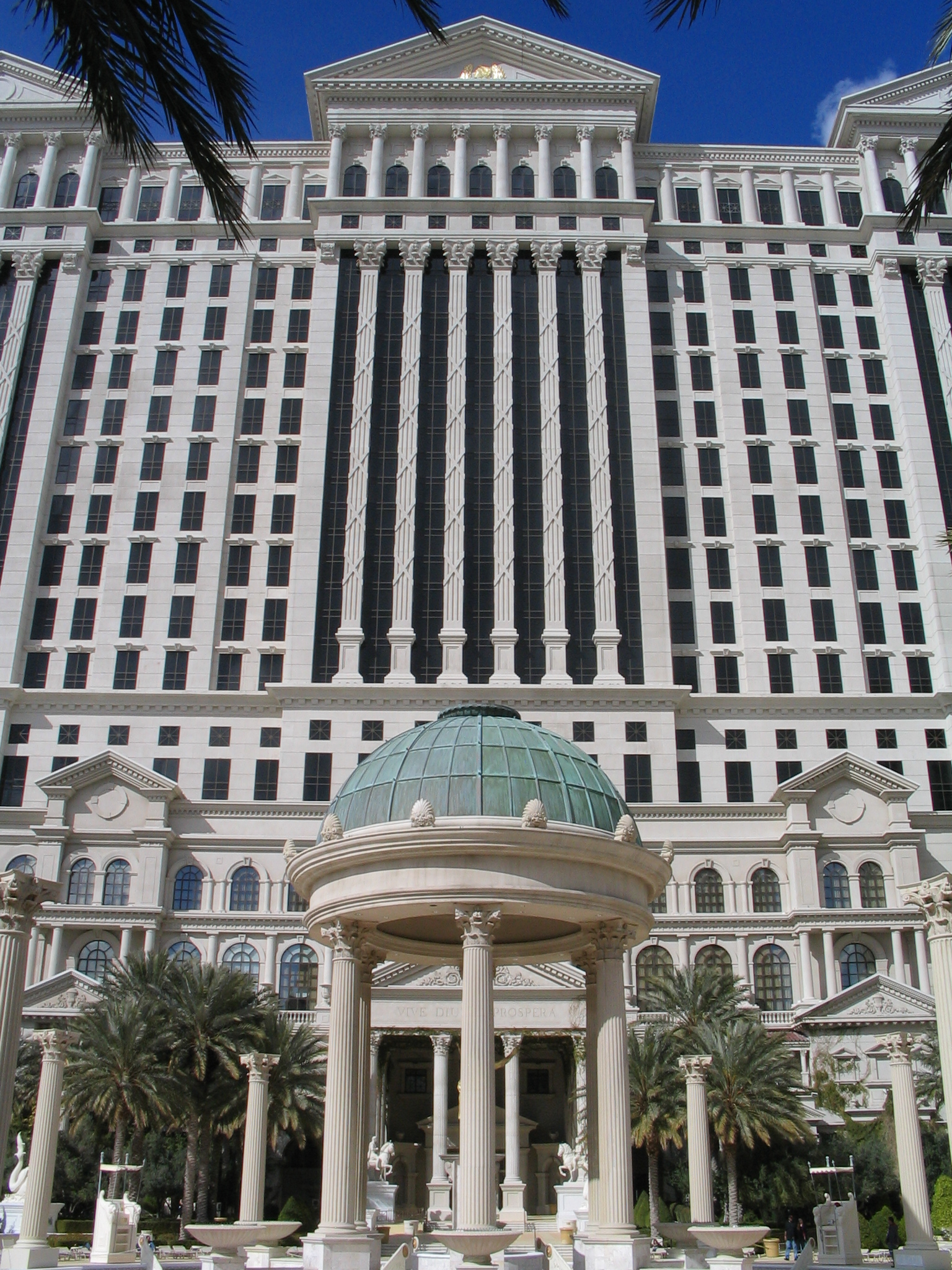
Facciata del Caesars Palace

Nel 1962, Jay Sarno, un proprietario di piccoli hotel, chiese e ottenne dieci milioni di dollari in prestito dalla Teamsters Central States Pension Fund per poter costruire un nuovo hotel casinò su un terreno concessogli da Kirk Kerkorian (all'epoca semplice imprenditore). Lo stesso Sarno ideò e progettò l'albergo, pianificando e soprintendendo la costruzione che fu particolarmente complicata perché fu assegnata a diverse compagnie, ognuna delle quali fabbricava delle parti dell'edificio.
La prima versione del Caesars Palace (inaugurata nel 1966) era costituita da una sola torre dotata di 680 stanze. Sarno lottò a lungo con i suoi finanziatori per poter scegliere il nome della sua nuova attività, alla fine riuscì a imporsi e chiamò la sua creazione Caesars Palace, scelse questo nome perché credeva che l'immagine del condottiero romano Giulio Cesare evocasse nella mente dei visitatori pensieri di nobiltà e di valore, inoltre mise questo nome che tradotto letteralmente significa Palazzo DEI cesari piuttosto che Caesar's Palace cioè Palazzo DI Cesare per far capire al visitatore che dentro l'albergo chiunque verrà trattato come un Cesare.
L'inaugurazione dell'hotel casinò avvenne il 5 agosto 1966: in quell'occasione si esibirono artisti come Andy Williams e Phil Richards e due giorni dopo ci fu il primo matrimonio all'interno del Caesars Palace, il chitarrista latino Xavier Cugat sposò la cantante e ballerina Charo. Il successo del casinò fu immediato e, già pochi mesi dopo l'apertura, Sarno poté comprare il terreno su cui sorgeva l'hotel da Kerkorian per la cifra di 9 milioni di dollari.
Il 31 dicembre 1967, Evel Knievel provò con la sua motocicletta a saltare le fontane dell'albergo ma il tentativo fallì.
Nel corso degli anni moltissimi artisti si sono esibiti in questo albergo: tra questi George Burns, Céline Dion, Elton John, Diana Ross, Cher, Julio Iglesias, Judy Garland, David Copperfield, Gloria Estefan, ma il più famoso resta Frank Sinatra.
Ha subito diversi ampliamenti, restauri e restyling nel 1974, 1979, 1992, 2001 e 2005.
Nel 2005 la Harrah's Entertainment lo ha acquistato dalla Caesars Entertainment.
Nel parcheggio del casino fu allestito diverse volte un temporaneo impianto all'aperto che ospitò nel 1993 il pay-per-view della WWE WrestleMania IX. Molte le sfide di pugilato: tra esse occorre citare Sugar Ray Leonard vs. Thomas Hearns, Larry Holmes contro Gerry Cooney, Marvin Hagler vs. Thomas Hearns, Marvin Hagler vs. Sugar Ray Leonard, nel 1990 Mike Tyson contro Henry Tillman, ma anche la drammatica sfida del 13 novembre 1982 tra l'italoamericano Ray Mancini e il sudcoreano Kim Duk Koo, fatale al pugile asiatico che morì cinque giorni più tardi.

## L'albergo

Il logo del Caesars Palace

L'albergo, dotato di 3.349 stanze e di numerose suite, è costruito – come si intuisce anche dal nome – con uno stile che richiama visibilmente l'Impero romano (sebbene al suo interno non tutto sia ispirato esclusivamente a esso) e ospita diversi ristoranti, alcuni molto famosi come per esempio il Restaurant Guy Savoy, 808, Bradley Ogden, Empress Court, Hyakumi, Mesa Grill. Inoltre ospita diversi show e spesso avvenimenti sportivi, in genere incontri di pugilato o wrestling (la IX edizione di WrestleMania ebbe molto successo) ma nel corso della sua storia ha ospitato diverse gare automobilistiche. All'interno dell'edificio è particolarmente famoso il Forum Shops, un insieme di negozi situati in edifici in stile romano che offrono vari tipi di prodotti ai clienti.

## IlColosseum

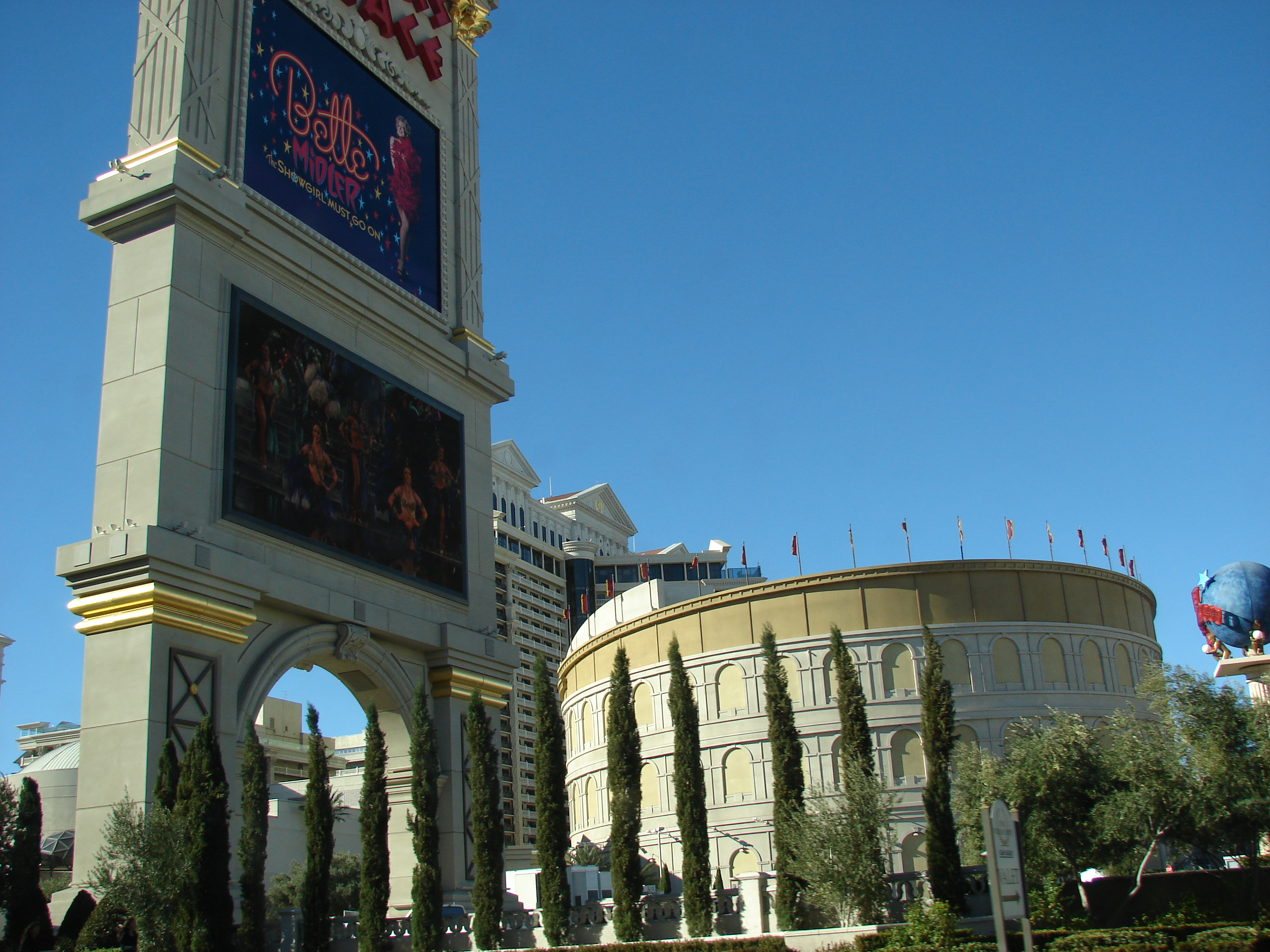
Il Colosseum del Caesars Palace durante la residency di Bette Midler.

La celebre cantante canadese Céline Dion si è esibita al Caesars Palace con il suo secondo residency show, Celine, nel Colosseum, teatro costruito appositamente per lei all'inizio degli anni duemila in occasione della sua prima residency, A New Day..., in scena dal 2003 al 2007. Elton John si è esibito fino al 22 aprile 2009 con The Red Piano Tour, e dal 2011 fino al 2018 è stato in scena con The Million Dollar Piano. Un'altra superstar canadese, Shania Twain, tenne qui il suo residency show Shania: Still the One dal 2012 al 2014. Nel maggio 2015 ci si è esibita anche Mariah Carey in #1 to Infinity. Al Caesars Palace si sono esibite in residency shows anche Bette Midler, Cher e Adele rispettivamente tra il 2008, il 2010/11 e il 2022/24.

## Il casinò
Le sale da gioco del Caesars Palace coprono una superficie complessiva di 15.442 m² e offrono ai giocatori una molteplice possibilità di intrattenimento.

## Il circuito

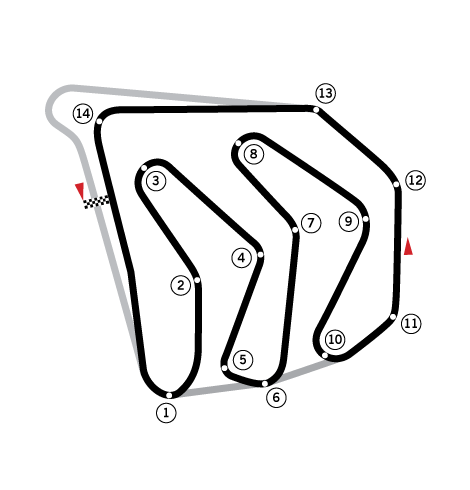
Il Circuito del Caesars Palace. Sviluppato all'interno del vecchio parcheggio ha ospitato il Gran Premio di Las Vegas nel 1981 e nel 1982, oltre alla prova del campionato CART nel 1984 (in grigio la versione ovale 1983-1984).

Il circuito situato all'interno del parcheggio del casinò ha ospitato il Gran Premio di Las Vegas di Formula 1 nel 1981 e 1982, con una lunghezza di 3.650 metri. Criticata per la sua tortuosità, la pista aveva una forma a pettine e si sviluppava in senso antiorario. Dopo l'ultima gara di F1, il circuito fu utilizzato nei due anni successivi per il campionato CART, ma su un tracciato più breve con caratteristiche simili a un ovale. Dopo la gara del 1984, il circuito non venne più utilizzato e l'area fu trasformata con la costruzione di una nuova ala dell'hotel, cancellando ogni traccia dell'ex impianto.